# Redes Transeuropeas de Transporte

Red troncal

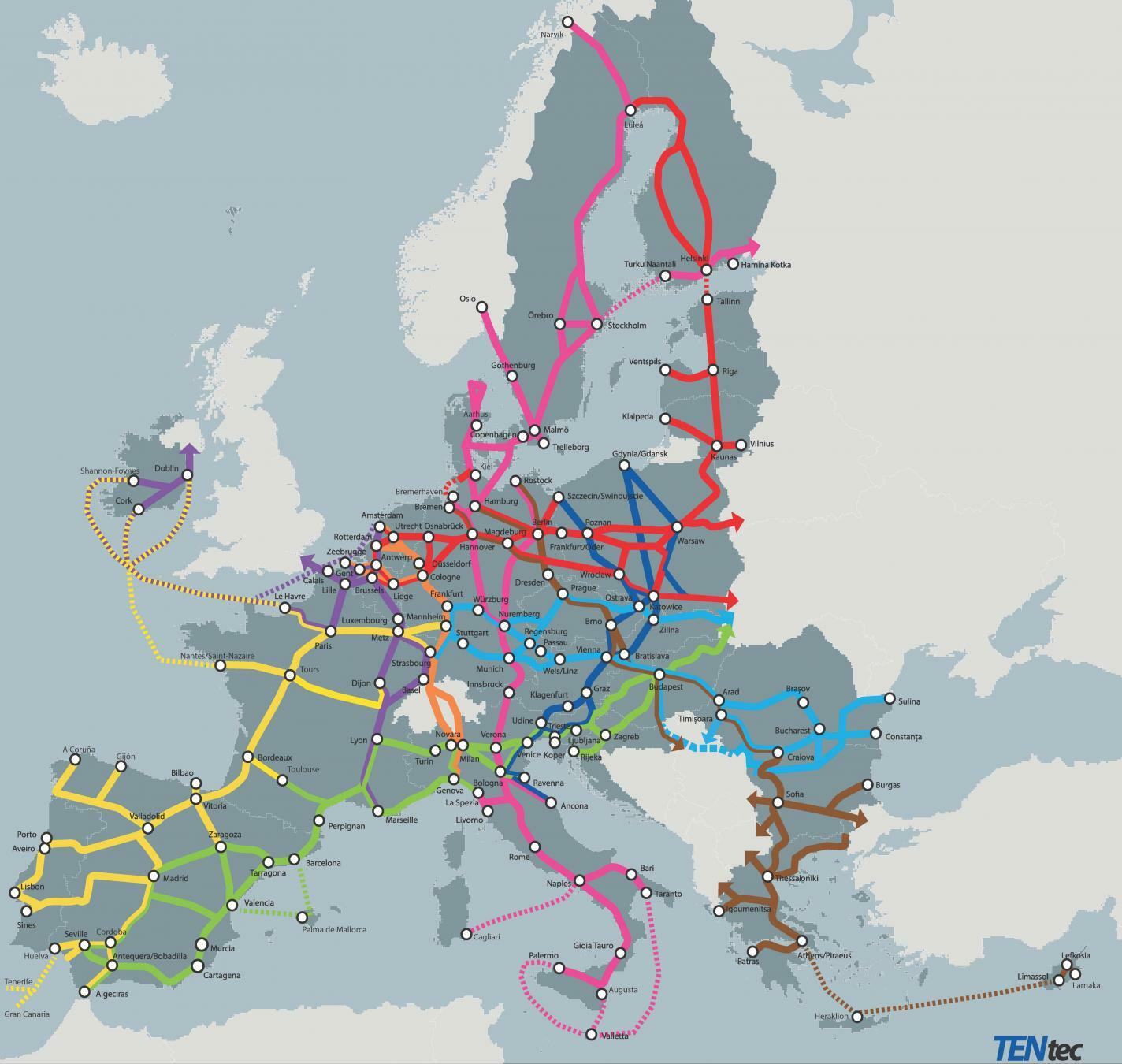
Red troncal extendida

Las Redes Transeuropeas de Transporte (abreviadamente,  RTE-T y en idioma inglés, Trans-European Transport Networks, TEN-T) son un conjunto planificado de redes prioritarias de transporte planificadas por la Dirección General de Movilidad y Transportes (DG MOVE) de la Comisión, para facilitar la comunicación de personas y mercancías a lo largo de toda la Unión Europea (UE).
Las TEN-T pertenecen a un sistema más amplio, el de las Redes Transeuropeas (TEN), en el que se incluyen además las redes de telecomunicaciones (eTEN) y energía (TEN-E), que fueron establecidas en 1990.
Las TEN-T proveen la coordinación de las mejoras realizadas en carreteras primarias, líneas de ferrocarril, canales de navegación interiores, aeropuertos, puertos y sistemas de gestión de tráfico. Su objetivo principal es el tráfico rápido internacional de larga distancia. La decisión de adoptar una red transeuropea de transporte fue tomada por el Parlamento Europeo en julio de 1996.
Estos proyectos son técnica y financieramente gestionados por la Agencia ejecutiva para la red transeuropea de transporte (TEN-T EA), que fue establecida en octubre de 2006.
Se dividen en tres subredes:
- Red troncal (Core Network): Es el componente principal de la TEN-T. Recoge las partes más estratégicamente importantes, formando el esqueleto de la red multimodal. Concentra los componentes de la TEN-T con el mayor valor añadido europeo: enlaces transfronterizos, cuellos de botella y nodos intermodales, que serán subvencionados con cargo a los presupuestos 2014-2020 de la Unión Europea (UE), y debe ser finalizada antes de 2031.[3]
- Red troncal extendida (Extended Core Network). Un categoría que recoge actualizaciones en un plazo intermedio que deben finalizar en el año 2040.[4]
- Red integral (Comprehensive Network): Recoge todas las infraestructuras, existentes o planificadas, que cumplen con los requerimientos de participar en el transporte transeuropeo. Debería finalizarse antes de 2051.[3]

Tanto la red troncal como la red troncal extendida forman conjuntamente los corredores europeos de transporte, que son la parte más estratégica de la red y con mayor valor añadido para la UE. Los nueve corredores de la red troncal son:
| Corredor | Nombre                                 | Inicio      | Vía                 | Término     |
| -------- | -------------------------------------- | ----------- | ------------------- | ----------- |
| 1        | Corredor Báltico-Adriático             | Gdynia      | Viena               | Ravenna     |
| 2        | Corredor Mar del Norte-Báltico         | Helsinki    | Varsovia            | Amberes     |
| 3        | Corredor Mediterráneo                  | Algeciras   | Lyon – Venecia      | Miskolc     |
| 4        | Corredor Oriente/Mediterráneo Oriental | Hamburgo    | Budapest – Sofía    | Nicosia     |
| 5        | Corredor Escandinavo-Mediterráneo      | Helsinki    | Copenhague – Múnich | La Valeta   |
| 6        | Corredor Renano-Alpino                 | Génova      | Colonia             | Róterdam    |
| 7        | Corredor Atlántico                     | Lisboa      | Vitoria             | Estrasburgo |
| 8        | Corredor Mar del Norte-Mediterráneo    | Dublín      | Cork – El Havre     | Bruselas    |
| 9        | Corredor Renano-Danubio                | Estrasburgo | Budapest            | Constanza   |

## Historia
- El 23 de julio de 1996, por decisión num. 1692/96/EC del Parlamento Europeo se crean las redes transeuropeas de transporte.
- En mayo de 2001 el Parlamento Europeo adoptó la decisión num. 1346/2001/EC,[5] en la que se recogían los puertos y estaciones intermodales.
- En abril de 2004 el Parlamento Europeo adoptó la decisión 884/2004/EC,[6] en la que se corregía la decisión anterior aportando la red completa, con todos los medios de transporte.
- El 19 de octubre de 2011 la TEN-T EA publicó una segunda corrección, en la que se modifican las infraestructuras seleccionadas.
- El 17 de octubre de 2013 se definen nueve corredores principales.

## Redes transeuropeas de transporte
- Red Transeuropea de Ferrocarril.
- Red Transeuropea de Vías Navegables Interiores.